# Koirasaari (ö i Norra Savolax, Kuopio, lat 62,82, long 27,17)
Koirasaari är en ö i Finland. Den ligger i sjön Kuttajärvi och i kommunen Kuopio i den ekonomiska regionen  Kuopio ekonomiska region  och landskapet Norra Savolax, i den centrala delen av landet, 300 km norr om huvudstaden Helsingfors. Öns area är 1,3 hektar och dess största längd är 280 meter i sydöst-nordvästlig riktning.